# なんでダイワハウスなんだ?
なんでダイワハウスなんだ?は、大和ハウス工業のCMシリーズ。

## 登場人物
役所広司
本人役。大和ハウス工業のCMでダイワマンの役などを演じていく。
ダイワマン
2009年11月14日から放映された「HERO編その1」「HERO編その2」で、なお役所の「この衣装とマンションの関係は? 」との問いには「関係? あるわけないよ役所君」と監督に一蹴されている。
「ダイワマン」の容姿以外は一切不明だが、全身は白く、額部分に赤く「D」のマークが入った口だけ露出しているマスク、上半身は筋肉モリモリで肩部にプロテクターを装着し、腰に「D」マーク入りのベルトを装着している。
唐沢寿明
本人役。役所広司の軽い一言でダイワマンXの役を演じることとなる。「ダイワワン編」・「ダイワピョン編」にも登場。
ダイワマンX
2010年1月2日から放映された「NEW HERO編その1」で、前作同様に撮影監督が役所に着るように命じるが、「NEW HERO編その2」では役所広司の軽い一言で唐沢寿明がスーツアクターとなる
なお唐沢はメーキングフィルム内のインタビューで「実際にこのCMの話が来た時も『ぜひやらせて頂きたい』と思った。役所さんも（前作で）着てますしね」「昔、スーツアクターをやっていたから（詳細は唐沢の項を参照の事）やはりこういうのを着るとピシッとする」と語っている。
基本部分は「ダイワマン」と同様だが、マスクには角が生え、プロテクターも大型化。胸には赤く大きな「X」の文字が記されている。
黒木メイサ
本人役。役所広司の推薦でダイワウーマンの役を演じることとなる。なお、役所と黒木は「カラリオ」（セイコーエプソン）のCMでも共演している。
ダイワウーマン
2010年8月から放映されている「ヒロイン編」に登場。
「ダイワウーマン」という女物であるため、若干の胸の膨らみがあるほか、女性らしく髪の毛も長い物が予め備え付けてある。
ダイワニャン
メスのアメリカンショートヘア。2011年秋からのCMに登場。首に「D」の入った首輪をしているだけ。役所は撮影監督から「（喋れない）ダイワニャンに（PR商品の電力自給型住宅の）説明を受けてもらうか、ダイワニャンの着ぐるみを着るか」という選択に迫られ、仕方なくダイワニャンとの共演を選んでいる。ダイワニャンは少年画報社の2012年1月10日発売の『ねこぱんち』で表紙を飾り、巻頭カラーでその舞台裏が掲載された。
ダイワワン
ウルフドッグ。が登場。2011年秋からのCMに登場。首に「D」の入った首輪をしているだけ。「ダイワワン」では唐沢も再登場。
ダイワピョン
ダッチ。2012年のCMに登場。首に「D」の入った首輪をしているだけ。
津嘉山正種
ダイワマンシリーズの初代CM監督役。新築祝いに役所が訪れる。
並樹史朗
ダイワマンシリーズの二代目CM監督役。ダイワマンのニューヒーローはまず役所に頼もうとする。
古田新太
三代目CM監督役。「ベトナム編」で登場。母親（夏木マリ）の助言のままに行動する。「湘南にも編」では、役所に化けCMに出演する。
井浦新
「新参者編」で登場する新たな四代目CM監督。役所の力を試すためクイズを出す。

### D-room登場人物
上野樹里
アパートに不安を感じ、ライオンやワニなどのペット、さらには7人ライダーに守ってもらおうとする。「いきなり大滝秀治編」では友人の前で声が大滝秀治に変わってしまう。
荒俣宏
本人役。上野樹里が見ていたテレビの中から現れる。
7人ライダー
1号からストロンガーまでの7人。上野樹里が自分を守ってまらおうと呼び出す。
ショッカー戦闘員
ある場所へ向かう7人ライダーと上野樹里の前に現れるが、上野樹里に一蹴される。

## 各シリーズ

### ダイワマンシリーズ
HERO編
PR商品は高級賃貸型レジデンス。
「その1」ではCM出演者の役所広司が撮影監督（演：並樹史朗）から「ダイワマン」のスーツを着るように命じられる。
「その2」では実際に役所がスーツアクターとなってCM撮影を行なう。
NEW HERO編
PR商品は住宅「xevo」。
「その1」で前作同様に撮影監督が役所に着るように命じるが役所は「ちょっと…考えさせてください」と渋る。
「その2」では役所がスーツ着用を拒否し、「この役には、もっと相応しい男が居るんじゃないでしょうか? 年齢的にも、購買層に近くて。例えば、唐沢寿明とか。」と提案し、急遽呼び出された唐沢がノリノリでスーツアクターをこなし、役所がちょっと後悔する。
ヒロイン編
古民家のリフォームについて、そのCMの特撮に呼ばれた役所。撮影監督はダイワマンもリフォームしたという。その姿は「ダイワウーマン」。呆れかえった役所は「な…何やってんだ、アンタは!!」と苦言を呈し、声を荒らげるも監督は気にせず「これを君に着てほしい」と役所に依頼する。が、女物であるため、「着れるわけ無いだろ!!」と言い、続けて「女物でしょう」と半ば苦笑いしながら怒る。「そうか、残念だ……じゃあ誰か他に良い人は?」と監督。それに対し、「ちょっと考えれば幾らでも居るでしょう!!」と役所。「黒木メイサとか、黒木メイサとか、黒木メイサとか」と黒木の名を3回続けて言う役所。「好きなんだね、役所くん」と監督に突っ込まれ、「ち、違う!!」と役所が慌てて否定するという設定である。同年9月29日より放映されている続編では要請を受けて撮影現場に黒木とそのマネージャーが登場。マネージャーからは「黒木は被り物はNGでして」と説明されるが、黒木はそれに反し「必然性があれば、着ます」と承諾。この発言に役所も「必然性だらけですよ、必然性しかない！」と強力にプッシュし、黒木は見事にスーツを着こなしてこれには役所も「完璧です！！」と大喜びする。
ラブロマンス編
監督がCMの次回作について「そうだ、恋だ！次はダイワマンXとウーマンのラブロマンスにしよう」と語っているのを偶然耳にした役所が役得を狙い、謝るふりをして役を譲ってもらおうと撮影前日に唐沢をバーに呼び出すがとうの唐沢は前日にもかかわらずスーツを着て役作りに励んでいた。そして当日、闘いに敗れたダイワマンX（唐沢）がダイワウーマン（黒木）の介抱を受けながら「最後に伝えたいことが…」と声を絞り出し「xevoは外張り断熱と太陽光発電でエコな家なんだ」と言い、「分かったからもう…」とウーマンがキスシーンに持ち込もうとしたところ「カット!!」の声とともにダイワマン姿の役所が乱入し「xevoがエコな家だっていうだけなのに、こんな芝居必要ないでしょう!!」と怒りをぶちまける。監督が「確かに。でも楽しいだろう、役所くん?」と返答し役所が「なに?」と反応。するとその場の全員でカーテンコールが始まってしまい、しまいには役所も一緒になって歌ってしまう。最後に役所がアップになって「明けましておめでとう!」と言ってエンディング。本作をもってダイワマンシリーズは完結となった。

### ニャンワンピョンシリーズ
ダイワニャン編
PR商品は電気を自給自足する家。
「その1」では監督から「この家で君が美しいパートナーと暮らし始めるという設定なんだ」と聞かされ役所はその言葉に一瞬頬を緩める。しかし紹介されたのは猫で役所は「ね、猫!?」と憤慨。ところが監督は「彼女は猫じゃないよ」と返答し役所は「どこからどうみたって、ただの猫だろう!」とさらに反発。監督は「違うんだよ役所くん、彼女はダイワニャンだ」と回答。
「その2」では監督から「ダイワニャンとの共演が嫌なら、君がダイワニャンになってもらうしかないよ役所くん」とダイワニャンの被り物を提示されるも役所は半ば苦笑いで「いや…言ってる意味が分からない!」と反発。結局ダイワニャンとの共演を渋々承諾するもまだ不満げに「俺がセリフ言ったらこの猫が答えるのか?」とぶっきらぼうに返す役所。監督は「君の訊き方によるな」「君の訊き方が良ければダイワニャンは必ず答えてくれる!」と動じず。本番に突入するが「電気を自給自足するって、どういうことなんだダイワニャン?」と尋ねる役所の演技は硬いままでダイワニャンはプイッとどこかへ行ってしまう。それを見て落胆するスタッフ一同。その重い雰囲気に役所は「俺が‥悪いのか!?」と不満げに反発する。
ダイワワン編
ダイワニャン編の続きから始まり、監督が「困ったな、ダイワニャンが電気を自給自足する家の説明をしてくれないことには始まらないぞ」とコボし役所が「俺か? 俺のせいなのか!?」と反発。監督が「だったら彼に頼むしかないな」と言うと背後から大型犬を伴った唐沢が登場。その姿を見て「またお前か、唐沢ぁ!」と役所。唐沢が「彼をお連れしました」と紹介すると「なんだ、その犬は?」と役所。しかし唐沢は「犬ではありませんよ、先輩」と返答、「犬じゃないだと?…ま、まさか!?」と何かに気づく役所。そして唐沢が「彼は…ダイワワンです!」と明かすと役所は「ダイワワン!?‥ワが続いてなんて言いづらいんだ!」と困惑する。
ダイワピョン編
前作の続きだがPR商品はスマートコミュニティに発展。相変わらず役所はダイワニャンそしてダイワワンからも回答を引き出すことができないままで、監督は「困ったな、なんで二人ともダイワハウスの目指すスマートコミュニティの話をしてくれないんだろう?」と暗に役所を責めるように訊くため「俺に訊くなぁ!」と役所が反発。すると唐沢が「実は監督、もう一人連れてきているんです」とケージの中からウサギを出す。それを見た役所は「ウサギ…ここは動物園かぁ!」と余計に憤慨。しかし唐沢は「ウサギじゃありませんよ先輩、これは…」と返したところ役所が「いや待て!」とその言葉を遮り「ダイワラビット、縮めてダイワビット! どうだ!」と続けて返す。しかし唐沢は「甘いな。これは…ダイワピョンです!」と回答。これを聞いた役所は「なんで思いつかなかったんだ!」と悔しがる。

## その他
2010年夏にフジテレビで開催されたイベント『お台場合衆国』のダイワハウスブースでは、CMで実際に使われた「ダイワマン」「ダイワマンX」「ダイワウーマン」のスーツが展示された。「ウーマン」に関してはCM放映前は幕が掛けられた状態で展示されており、新キャラクターの登場を暗示するようなスタイルを採っていた。